# Diocesi di Cubda
La diocesi di Cubda (in latino Dioecesis Cubdensis) è una sede soppressa e sede titolare della Chiesa cattolica.

## Storia
Cubda, nell'odierna Tunisia, è un'antica sede episcopale della provincia romana dell'Africa Proconsolare, suffraganea dell'arcidiocesi di Cartagine.
Due soli sono i vescovi noti di questa diocesi. Tra i prelati presenti alla conferenza di Cartagine del 411, che vide riuniti assieme i vescovi cattolici e donatisti dell'Africa, partecipò per parte cattolica Tommaso, che non ebbe competitori donatisti. Tra i partecipanti del concilio antimonotelita di Cartagine del 646 figura il vescovo Gentile.
Dal 1933 Cubda è annoverata tra le sedi vescovili titolari della Chiesa cattolica; dall'11 agosto 2023 il vescovo titolare è Horacio José Álvarez, vescovo ausiliare di Córdoba.

## Cronotassi

### Vescovi
- Tommaso † (menzionato nel 411)
- Gentile † (menzionato nel 646 circa)

### Vescovi titolari
- Georges Benoit Gassongo † (6 luglio 1965 - 17 aprile 1981 deceduto)
- György Póka † (5 aprile 1982 - 3 marzo 1987 deceduto)
- José María Izuzquiza Herranz, S.I. † (30 marzo 1987 - 26 aprile 2011 deceduto)
- Efraín Mendoza Cruz (4 giugno 2011 - 9 novembre 2022 nominato vescovo di Cuautitlán)
- Horacio José Álvarez, dall'11 agosto 2023